# Deutsche Emailwarenfabrik

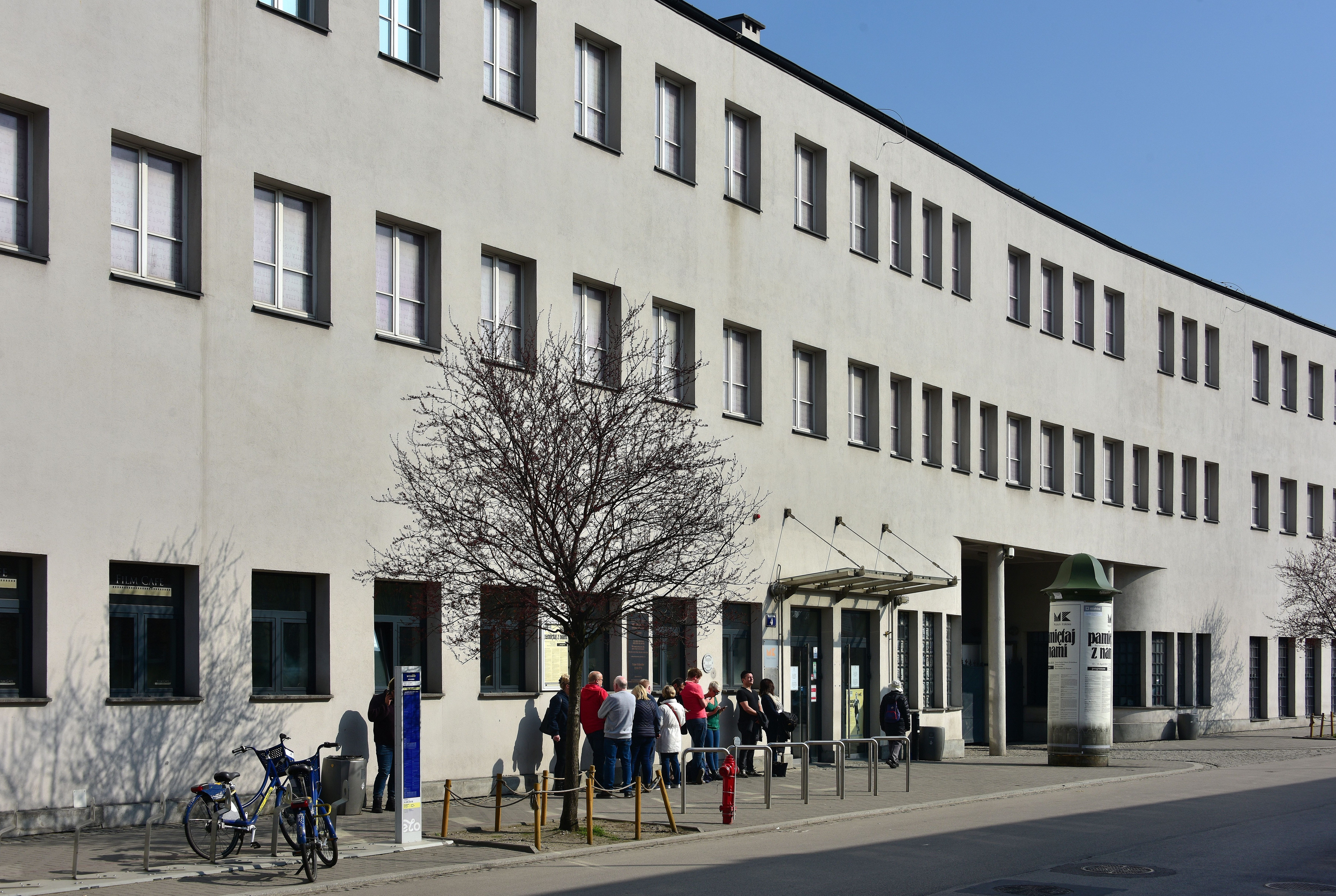
Facade de la Deutsche Emailwarenfabrik

La Deutsche Emailwarenfabrik est une ancienne usine située dans la ville de Cracovie en Pologne, non loin de l'ancien ghetto.
En octobre 1939, Oskar Schindler utilise ses habitants comme main d'œuvre. En effet, ce sont les Juifs ayant gardé une petite richesse qui ont investi dans l'usine en échange d'un emploi leur assurant la sécurité au sein du ghetto. 
Le surnom qui lui est attribué est « Emalia », car il s'agit à l'origine d'une usine où l'on fabrique des marchandises en émail, tel que des services de cuisines utiles pour échanger au marché noir. Mais elle produit également des munitions, ce qui en fait une usine importante pour l'industrie allemande de guerre.
Quand le ghetto de Cracovie est liquidé, en mars 1943, Schindler profite de ses relations proches avec le commandant du camp de Płaszów, Amon Göth, et crée sur le site de l'usine une sorte de « filiale » du camp où, malgré les conditions défavorables, il assure aux ouvriers un bon traitement. Schindler déplacera ensuite en automne 1944 ses travailleurs vers l'usine d'armement de Brünnlitz.
L'usine existe toujours : elle est située dans la rue Lipowa, au numéro 4 (arrêt Plac Bohaterów Getta), à 20 ou 30 minutes à pied du quartier de Kazimierz et abrite aujourd'hui un musée retraçant l'évolution de la ville de Cracovie durant la Seconde Guerre mondiale, ainsi que l'action d'Oskar Schindler.